# Transferencia de la Liga Mayor de Baseball de 1987

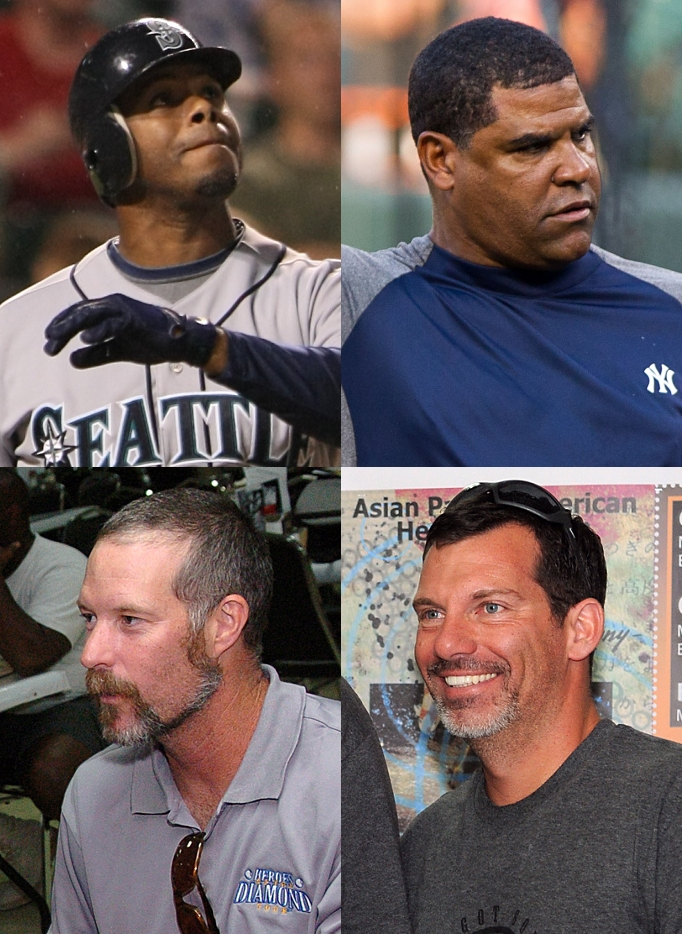
Ken Griffey, Jr. - Mike Harkey - Jack McDowell - Mike Remlinger.

La Transferencia de la Liga Mayor de Baseball  es el proceso por el cual los equipos de la Liga Mayor de Baseball seleccionan a los atletas que jugarán en su organización. Estudiantes de último año de preparatoria, de primer y último año de universidad y cualquier persona que nunca haya jugado bajo un contrato profesional, son considerados elegibles para la transferencia. La transferencia de la Liga de 1987 fue una videoconferencia con la oficina del comisionado de Baseball en Nueva York del 2 al 4 de junio. Mientras que la National Football League Draft apareció en ESPN, ninguna cadena sacó al aire el MLB Draft.
La Liga Americana (American League, AL en inglés) y la Liga Nacional (National League, NL) alternó a sus elegidos durante la primera ronda. Dado que un equipo de la Liga Nacional transfirió primero en la transferencia de la Liga Mayor en 1968, un equipo de la Liga Americana tuvo la primera selección en 1987. Habiendo terminado 67-95 en 1986, los Marineros de Seattle  (Seattle Mariners en inglés) tuvieron el peor récord en la Liga Americana y por lo tanto obtuvieron la primera selección. La segunda selección fue para los Piratas de Pittsburgh  (Pittsburgh Pirates) quienes tuvieron el peor récord en la Liga Nacional.
Con la selección global, los Marineros transfirieron a Ken Griffey, Jr. de la Preparatoria Moeller (Moeller High School). Griffey, Jr. se convirtió 13 veces en jugador en el Juego de Estrellas de la Grandes Ligas de Béisbol y ayudó a Seattle a que hiciera su primera aparición postemporada en la historia de la franquicia. Mark Merchant, el segundo elegido, nunca jugó algún partido de la liga mayor. Dos años después de que fue transferido, los Piratas intercambiaron a Merchant con Seattle. La primera selección de los Chicago White Sox, Jack McDowell, ganó un premio llamado Cy Young Award en 1993, cuando Chicago hizo una aparición en la liga de campeonato ese mismo año. El número total de atletas transferidos, 1,263, rompió récord por el mayor número de jugadores elegidos en una transferencia. En total, 27 estrellas fueron elegidas en 1987, aunque no todos firmaron contratos profesionales. En el 2016, solo dos jugadores de la transferencia han sido elegidos para ser parte del pasillo de la fama nacional de Baseball (National Baseball Hall of Fame), Craig Biggio y Griffey, Jr.

## Antecedentes
Como en transferencias pasadas, el equipo con el peor récord de la temporada pasada, eligió primero, con los equipos de la liga americana y la liga nacional alternando sus selecciones. Si dos o más equipos tuvieran el mismo récord, el equipo con el peor récord de dos temporadas anteriores podría transferir primero. Dado que los Piratas de Pittsburgh de la liga nacional seleccionaron primero en la transferencia de la Liga Mayor de Baseball de 1986, un equipo de la liga americana tuvo la primera selección en la transferencia de 1987. Las últimas dos selecciones en la primera ronda fueron de parte de equipos de la Liga Americana, dado que la liga americana tuvo dos organizaciones más que la liga nacional. 
La fecha de la transferencia estaba fijada para ser del 2 al 4 de junio, y ocurriría como una videoconferencia a la oficina del comisionado de Baseball en Nueva York. A diferencia de la transferencia de la NFL en 1987, que salió al aire en ESPN, ningún canal televisivo sacó al aire la transferencia de la Liga Mayor. Estudiantes de último año de preparatoria, de primer y último año de universidad y cualquier persona que alguna vez haya jugado con un contrato profesional, son considerados elegibles para la transferencia. Por primera vez, jugadores de segundo año de universidad también serían incluidos en la transferencia de junio; en años pasados, los equipos seleccionarían a estos jugadores en transferencias diferentes.
Los seleccionados serían transferidos o agregados a un nuevo equipo si el equipo firmara un tipo de agente libre: el Elias Sports Bureau que calificó a los jugadores como tipo-A (top 30 por ciento de todos los jugadores), tipo-B (31 a 50 por ciento), o tipo-C (51 a 60 por ciento), basado en el rendimiento del atleta en las últimas dos temporadas. Si un jugador tipo-A se volviera un agente libre, el equipo que perdiera al jugador tipo-A recibiría la primera ronda de selección en la transferencia de parte del equipo que firmó con el jugador, así como una "selección sandwich" ("sandwich pick") entre la primera y segunda ronda. Si un jugador tipo-B se volviese un agente libre, el equipo que lo pierde, recibiría una selección de segunda ronda del equipo que seleccionó al jugador. Si un jugador tipo-C se volviera agente libre, el equipo que lo perdiera recibiría como compensación el elegir entre la segunda y tercera ronda. El top 13 de selecciones son consideradas "selecciones de protesta" y exentos de esta regla.
Con un récord de 67-95, los Marineros de Seattle terminaron la temporada de la liga mayor de Baseball de 1986 con el peor record en la Liga Americana y por lo tanto, obtuvieron la primera selección. Los Marineros nunca tuvieron un récord ganador en los 12 años desde que se creó la franquicia (su mejor porcentaje de gancia fue .469, logrado en 1982), y durante la temporada de 1986, cambiaron de mánager tres veces. En la Liga Nacional, los Piratas terminaron con el peor record en la liga por segundo año consecutivo por lo que se les dio la segunda selección. Los campeones de la Serie Mundial de 1986, los Mets de Nueva York, transfirieron en el antepenúltimo lugar, con los Boston Red Sox seleccionando al último.

## Primeras segundas rondas
| *  | No firmó con el equipo             |
| §  | All-Star                           |
| †§ | Hall-of-Fame inductee and All-Star |

| Round            | Pick | Player             | Selected by           | Position         | School                                  |
| ---------------- | ---- | ------------------ | --------------------- | ---------------- | --------------------------------------- |
| 1                | 1    | Ken Griffey, Jr.†§ | Seattle Mariners      | Jardinero        | Moeller High School                     |
| 1                | 2    | Mark Merchant      | Pittsburgh Pirates    | Jardinero        | Oviedo High School                      |
| 1                | 3    | Willie Banks       | Minnesota Twins       | Lanzador diestro | St. Anthony High School                 |
| 1                | 4    | Mike Harkey        | Chicago Cubs          | Lanzador diestro | California State University, Fullerton  |
| 1                | 5    | Jack McDowell§     | Chicago White Sox     | Lanzador diestro | Stanford University                     |
| 1                | 6    | Derek Lilliquist   | Atlanta Braves        | Lanzador zurdo   | University of Georgia                   |
| 1                | 7    | Chris Myers        | Baltimore Orioles     | Lanzador zurdo   | Henry B. Plant High School              |
| 1                | 8    | Dan Opperman       | Los Angeles Dodgers   | Lanzador diestro | Valley High School                      |
| 1                | 9    | Kevin Appier§      | Kansas City Royals    | Lanzador diestro | Antelope Valley College                 |
| 1                | 10   | Kevin Garner       | San Diego Padres      | Lanzador diestro | University of Texas at Austin           |
| 1                | 11   | Lee Tinsley        | Oakland Athletics     | Jardinero        | Shelby County High School               |
| 1                | 12   | Delino DeShields   | Montreal Expos        | Parador en corto | Seaford Senior High School              |
| 1                | 13   | Bill Spiers        | Milwaukee Brewers     | Parador en corto | Clemson University                      |
| 1                | 14   | Cris Carpenter     | St. Louis Cardinals   | Lanzador diestro | University of Georgia                   |
| 1                | 15   | Brad Duvall*       | Baltimore Orioles     | Lanzador diestro | Virginia Tech                           |
| 1                | 16   | Mike Remlinger§    | San Francisco Giants  | Lanzador zurdo   | Dartmouth College                       |
| 1                | 17   | Alex Sanchez       | Toronto Blue Jays     | Lanzador diestro | University of California, Los Angeles   |
| 1                | 18   | Jack Armstrong§    | Cincinnati Reds       | Lanzador diestro | University of Oklahoma                  |
| 1                | 19   | Brian Bohanon      | Texas Rangers         | Lanzador zurdo   | North Shore Senior High School          |
| 1                | 20   | Bill Henderson     | Detroit Tigers        | Receptor         | Westminster Christian School            |
| 1                | 21   | Steve Pegues       | Detroit Tigers        | Jardinero        | Pontotoc High School                    |
| 1                | 22   | Craig Biggio†§     | Houston Astros        | Receptor         | Seton Hall University                   |
| 1                | 23   | Bill Haselman      | Texas Rangers         | Receptor         | University of California, Los Angeles   |
| 1                | 24   | Chris Donnels      | New York Mets         | Tercera base     | Loyola Marymount University             |
| 1                | 25   | John Orton         | California Angels     | Receptor         | California Polytechnic State University |
| 1                | 26   | Reggie Harris      | Boston Red Sox        | Lanzador diestro | Waynesboro High School                  |
| 1 (supplemental) | 27   | Pete Harnisch§     | Baltimore Orioles     | Lanzador diestro | Fordham University                      |
| 1 (supplemental) | 28   | Tyrone Kingwood    | Montreal Expos        | Jardinero        | Imperial Valley College                 |
| 1 (supplemental) | 29   | Mark Petkovsek     | Texas Rangers         | Lanzador diestro | University of Texas at Austin           |
| 1 (supplemental) | 30   | Travis Fryman§     | Detroit Tigers        | Parador en corto | J. M. Tate High School                  |
| 1 (supplemental) | 31   | David Holdridge    | California Angels     | Lanzador diestro | Ocean View High School                  |
| 1 (supplemental) | 32   | Bob Zupcic         | Boston Red Sox        | Jardinero        | Oral Roberts University                 |
| 2                | 33   | Dave Burba         | Seattle Mariners      | Lanzador diestro | Ohio State University                   |
| 2                | 34   | Ben Shelton        | Pittsburgh Pirates    | Lanzador zurdo   | Oak Park and River Forest High School   |
| 2                | 35   | Terry Jorgensen    | Minnesota Twins       | Jardinero        | University of Wisconsin–Oshkosh         |
| 2                | 36   | Nate Minchey       | Montreal Expos        | Lanzador diestro | Pflugerville High School                |
| 2                | 37   | Brent Knackert     | Chicago White Sox     | Lanzador diestro | Ocean View High School                  |
| 2                | 38   | Mike Urman         | Atlanta Braves        | Receptor         | Canoga Park High School                 |
| 2                | 39   | Todd Hundley§      | New York Mets         | Receptor         | William Fremd High School               |
| 2                | 40   | Donald Carroll     | Los Angeles Dodgers   | Jardinero        | Granite Hills High School               |
| 2                | 41   | Terry Shumpert     | Kansas City Royals    | Segunda base     | University of Kentucky                  |
| 2                | 42   | Roger Smithberg    | San Diego Padres      | Lanzador diestro | Bradley University                      |
| 2                | 43   | Mike Erb           | California Angels     | Lanzador diestro | San Diego State University              |
| 2                | 44   | Richie Lewis       | Montreal Expos        | Lanzador diestro | Florida State University                |
| 2                | 45   | Chris Johnson      | Milwaukee Brewers     | Lanzador diestro | Red Bank High School                    |
| 2                | 46   | Jeremy Hernandez   | St. Louis Cardinals   | Lanzador diestro | California State University, Northridge |
| 2                | 47   | Albert Belle§      | Cleveland Indians     | Jardinero        | Louisiana State University              |
| 2                | 48   | Eric Gunderson     | San Francisco Giants  | Lanzador zurdo   | Portland State University               |
| 2                | 49   | Derek Bell         | Toronto Blue Jays     | Jardinero        | C. Leon King High School                |
| 2                | 50   | Freddie Benavides  | Cincinnati Reds       | Parador en corto | Texas Christian University              |
| 2                | 51   | Barry Manuel       | Texas Rangers         | Lanzador diestro | Louisiana State University              |
| 2                | 52   | Matt Rambo         | Philadelphia Phillies | Lanzador zurdo   | Plano Senior High School                |
| 2                | 53   | Rob Richie         | Detroit Tigers        | Jardinero        | University of Nevada, Reno              |
| 2                | 54   | Randy Hennis       | Houston Astros        | Lanzador diestro | University of California, Los Angeles   |
| 2                | 55   | Curt Krippner      | Milwaukee Brewers     | Lanzador diestro | University of Texas at Austin           |
| 2                | 56   | Pete Schourek      | New York Mets         | Lanzador zurdo   | George C. Marshall High School          |
| 2                | 57   | Kevin Flora        | California Angels     | Parador en corto | Bonita High School                      |
| 2                | 58   | Paul Brown         | Boston Red Sox        | Lanzador zurdo   | University of Hawaiʻi at Mānoa          |

## Otros jugadores en alcanzar la MLB
Los siguientes jugadores fueron retirados de las primeras dos rondas y jugaron al menos en un juego de la liga mayor:
| Round | Pick  | Jugador             | Seleccionado por      | Posición         | Escuela                                    |
| ----- | ----- | ------------------- | --------------------- | ---------------- | ------------------------------------------ |
| 3     | 60    | Brian Williams*     | Pittsburgh Pirates    | Parador en corto | Lewisville High School                     |
| 3     | 62    | Alex Arias          | Chicago Cubs          | Tercera base     | George Washington High School              |
| 3     | 65    | Anthony Telford     | Baltimore Orioles     | Lanzador diestro | San Jose State University                  |
| 3     | 66    | Chris Nichting      | Los Angeles Dodgers   | Lanzador diestro | Northwestern University                    |
| 3     | 67    | Stu Cole            | Kansas City Royals    | Parador en corto | University of North Carolina at Charlotte  |
| 3     | 69    | Scott Livingstone*  | Oakland Athletics     | Tercera base     | Texas A&M University                       |
| 3     | 70    | John Vander Wal     | Montreal Expos        | Jardinero        | Western Michigan University                |
| 3     | 71    | Jaime Navarro       | Milwaukee Brewers     | Lanzador diestro | Miami Dade College                         |
| 3     | 72    | Ray Lankford§       | St. Louis Cardinals   | Jardinero        | Modesto Junior College                     |
| 3     | 74    | Mike Benjamin       | San Francisco Giants  | Parador en corto | Arizona State University                   |
| 3     | 77    | Scott Coolbaugh     | Texas Rangers         | Tercera base     | University of Texas at Austin              |
| 3     | 78    | Kim Batiste         | Philadelphia Phillies | Parador en corto | St. Amant High School                      |
| 4     | 86    | Wes Chamberlain     | Pittsburgh Pirates    | Jardinero        | Jackson State University                   |
| 4     | 89    | Steve Schrenk       | Chicago White Sox     | Lanzador diestro | North Marion High School                   |
| 4     | 90    | Keith Mitchell      | Atlanta Braves        | Jardinero        | Lincoln High School                        |
| 4     | 91    | Chuck Ricci         | Baltimore Orioles     | Lanzador diestro | Shawnee High School                        |
| 4     | 95    | Scott Chiamparino   | Oakland Athletics     | Lanzador diestro | Santa Clara University                     |
| 4     | 98    | Mike Ignasiak*      | St. Louis Cardinals   | Lanzador diestro | University of Michigan                     |
| 4     | 103   | Jonathan Hurst      | Texas Rangers         | Lanzador diestro | Spartanburg Methodist College              |
| 4     | 104   | Ricky Trlicek       | Philadelphia Phillies | Lanzador diestro | La Grange High School                      |
| 4     | 105   | Riccardo Ingram     | Detroit Tigers        | Jardinero        | Georgia Institute of Technology            |
| 4     | 109   | Mark Holzemer       | California Angels     | Lanzador zurdo   | Mullen High School                         |
| 5     | 115   | Dan Rohrmeier       | Chicago White Sox     | Tercera base     | St. Thomas University                      |
| 5     | 122   | Archi Cianfrocco    | Montreal Expos        | Parador en corto | Purdue University                          |
| 5     | 123   | Steve Sparks        | Milwaukee Brewers     | Lanzador diestro | Sam Houston State University               |
| 5     | 124   | Rod Brewer          | St. Louis Cardinals   | Tercera base     | University of Florida                      |
| 5     | 125   | Tom Kramer          | Cleveland Indians     | Lanzador diestro | Roger Bacon High School                    |
| 5     | 127   | Mike Timlin         | Toronto Blue Jays     | Lanzador diestro | Southwestern University                    |
| 5     | 129   | Terry Mathews       | Texas Rangers         | Lanzador diestro | University of Louisiana at Monroe          |
| 5     | 131   | Torey Lovullo       | Detroit Tigers        | Segunda base     | University of California, Los Angeles      |
| 6     | 137   | Joe Slusarski*      | Seattle Mariners      | Lanzador diestro | University of New Orleans                  |
| 6     | 139   | Larry Casian        | Minnesota Twins       | Lanzador zurdo   | California State University, Fullerton     |
| 6     | 140   | Frank Castillo      | Chicago Cubs          | Lanzador diestro | Eastwood High School                       |
| 6     | 141   | Jerry Kutzler       | Chicago White Sox     | Lanzador diestro | William Penn University                    |
| 6     | 144   | Darrin Fletcher§    | Los Angeles Dodgers   | Receptor         | University of Illinois at Urbana–Champaign |
| 6     | 146   | Dave Hollins§       | San Diego Padres      | Tercera base     | University of South Carolina               |
| 6     | 148   | Greg Colbrunn       | Montreal Expos        | Tercera base     | Fontana High School                        |
| 6     | 149   | Charlie Montoyo     | Milwaukee Brewers     | Segunda base     | Louisiana Tech University                  |
| 6     | 155   | Kevin Belcher       | Texas Rangers         | Jardinero        | Navarro College                            |
| 6     | 156   | Doug Lindsey        | Philadelphia Phillies | Receptor         | Seminole State College of Florida          |
| 7     | 164   | Mickey Morandini§*  | Pittsburgh Pirates    | Parador en corto | Indiana University Bloomington             |
| 7     | 165   | Mark Guthrie        | Minnesota Twins       | Lanzador zurdo   | Louisiana State University                 |
| 7     | 166   | Matt Franco         | Chicago Cubs          | Tercera base     | Westlake High School                       |
| 7     | 170   | Tony Barron         | Los Angeles Dodgers   | Tercera base     | Willamette University                      |
| 7     | 174   | Howard Farmer       | Montreal Expos        | Lanzador diestro | Jackson State University                   |
| 7     | 180   | Reggie Sanders§     | Cincinnati Reds       | Parador en corto | Spartanburg Methodist College              |
| 7     | 181   | Tony Scruggs        | Texas Rangers         | Jardinero        | University of California, Los Angeles      |
| 7     | 182   | Donnie Elliott      | Philadelphia Phillies | Lanzador diestro | Deer Park High School                      |
| 7     | 185   | Dave Eiland         | New York Yankees      | Lanzador diestro | University of South Florida                |
| 8     | 189   | Eric Helfand*       | Seattle Mariners      | Receptor         | Patrick Henry High School                  |
| 8     | 190   | Kurt Knudsen*       | Pittsburgh Pirates    | Lanzador diestro | American River College                     |
| 8     | 192   | Matt Walbeck        | Chicago Cubs          | Receptor         | Sacramento Charter High School             |
| 8     | 194   | Brian Hunter        | Atlanta Braves        | Primera base     | Cerritos College                           |
| 8     | 198   | Marty Cordova*      | San Diego Padres      | Parador en corto | Bishop Gorman High School                  |
| 8     | 206   | Jimmy Kremers*      | Cincinnati Reds       | Tercera base     | University of Arkansas                     |
| 8     | 209   | Derek Lee*          | Detroit Tigers        | Cuadro interno   | University of South Florida                |
| 8     | 212   | Tim Bogar           | New York Mets         | Parador en corto | Eastern Illinois University                |
| 8     | 214   | Jim Byrd            | Boston Red Sox        | Parador en corto | Seminole State College of Florida          |
| 9     | 221   | Jack Voigt          | Baltimore Orioles     | Jardinero        | Louisiana State University                 |
| 9     | 226   | Donovan Osborne*    | Montreal Expos        | Lanzador zurdo   | Carson High School                         |
| 9     | 227   | Frank Bolick        | Milwaukee Brewers     | Tercera base     | Georgia Institute of Technology            |
| 9     | 230   | Gil Heredia         | San Francisco Giants  | Lanzador diestro | University of Arizona                      |
| 9     | 231   | Kevin King*         | Toronto Blue Jays     | Lanzador zurdo   | Braggs High School                         |
| 9     | 233   | Bert Heffernan*     | Texas Rangers         | Receptor         | Clemson University                         |
| 9     | 238   | Pat Howell          | New York Mets         | Jardinero        | Vigor High School                          |
| 10    | 245   | Rob Lukachyk        | Chicago White Sox     | Parador en corto | Brookdale Community College                |
| 10    | 255   | Ever Magallanes     | Cleveland Indians     | Parador en corto | Texas A&M University                       |
| 10    | 257   | Darrell Whitmore*   | Toronto Blue Jays     | Parador en corto | Warren County High School                  |
| 10    | 266   | Jeff Plympton       | Boston Red Sox        | Lanzador diestro | University of Maine                        |
| 11    | 273   | Mike Mussina§*      | Baltimore Orioles     | Lanzador diestro | Montoursville High School                  |
| 11    | 275   | Kevin McGehee*      | Kansas City Royals    | Jardinero        | William R. Boone High School               |
| 11    | 277   | Jerry Nielsen*      | Oakland Athletics     | Lanzador zurdo   | Florida State University                   |
| 11    | 291   | Rubén Amaro, Jr.    | California Angels     | Jardinero        | Stanford University                        |
| 11    | 292   | Phil Plantier       | Boston Red Sox        | Tercera base     | Poway High School                          |
| 12    | 295   | Shawn Gilbert       | Minnesota Twins       | Parador en corto | California State University, Fresno        |
| 12    | 297   | Buddy Groom         | Chicago White Sox     | Lanzador zurdo   | University of Mary Hardin–Baylor           |
| 12    | 314   | Andy Mota           | Houston Astros        | Cuadro interno   | California State University, Fullerton     |
| 13    | 323   | Dwayne Hosey        | Chicago White Sox     | Jardinero        | —                                          |
| 13    | 324   | Mike Stanton§       | Atlanta Braves        | Lanzador zurdo   | Alvin Community College                    |
| 13    | 325   | Steve Finley§       | Baltimore Orioles     | Jardinero        | Southern Illinois University Carbondale    |
| 13    | 330   | Rob Natal           | Montreal Expos        | Receptor         | University of California, San Diego        |
| 13    | 331   | Troy O'Leary        | Milwaukee Brewers     | Jardinero        | Cypress High School                        |
| 13    | 335   | Ryan Thompson       | Toronto Blue Jays     | Jardinero        | Kent County High School                    |
| 13    | 342   | Terry Bross         | New York Mets         | Lanzador diestro | St. John's University                      |
| 14    | 350   | David Nied          | Atlanta Braves        | Lanzador diestro | Duncanville High School                    |
| 14    | 355   | Ron Coomer§         | Oakland Athletics     | Tercera base     | Taft College                               |
| 14    | 362   | Bill Risley         | Cincinnati Reds       | Lanzador diestro | Harry S Truman College                     |
| 14    | 367   | Gerald Williams     | New York Yankees      | Jardinero        | Grambling State University                 |
| 15    | 388   | Butch Henry         | Cincinnati Reds       | Lanzador zurdo   | El Paso High School                        |
| 15    | 396   | Desi Wilson*        | Boston Red Sox        | Primera base     | Glen Cove High School                      |
| 16    | 405   | Bobby Moore         | Kansas City Royals    | Jardinero        | Eastern Kentucky University                |
| 16    | 411   | Steve Olin          | Cleveland Indians     | Lanzador diestro | Portland State University                  |
| 16    | 418   | Al Osuna            | Houston Astros        | Lanzador zurdo   | Stanford University                        |
| 16    | 420   | Eric Hillman        | New York Mets         | Lanzador zurdo   | Eastern Illinois University                |
| 17    | 424   | Steve Carter        | Pittsburgh Pirates    | Jardinero        | University of Georgia                      |
| 17    | 425   | Chip Hale           | Minnesota Twins       | Segunda base     | University of Arizona                      |
| 17    | 445   | Terry Bradshaw*     | New York Yankees      | Parador en corto | Windsor High School                        |
| 18    | 449   | Mike Gardiner       | Seattle Mariners      | Lanzador diestro | Indiana State University                   |
| 18    | 455   | David Segui         | Baltimore Orioles     | Primera base     | Louisiana Tech University                  |
| 18    | 462   | Tim Sherrill        | St. Louis Cardinals   | Lanzador zurdo   | University of Arkansas                     |
| 18    | 464   | Erik Johnson        | San Francisco Giants  | Parador en corto | University of California, Santa Barbara    |
| 18    | 465   | Dave Haas*          | Toronto Blue Jays     | Lanzador diestro | Wichita State University                   |
| 18    | 472   | Denny Harriger      | New York Mets         | Lanzador diestro | Ford City High School                      |
| 19    | 476   | Mike Fyhrie*        | Pittsburgh Pirates    | Parador en corto | Ocean View High School                     |
| 19    | 482   | Rafael Bournigal    | Los Angeles Dodgers   | Cuadro interno   | Florida State University                   |
| 19    | 486   | Jeff Carter         | Montreal Expos        | Lanzador diestro | University of Tampa                        |
| 19    | 491   | Bob MacDonald       | Toronto Blue Jays     | Lanzador zurdo   | Rutgers University                         |
| 20    | 508   | Jose Munoz          | Los Angeles Dodgers   | Parador en corto | Florida College                            |
| 20    | 511   | Scott Brosius§*     | Oakland Athletics     | Tercera base     | Linfield College                           |
| 20    | 513   | Brian Turang*       | Milwaukee Brewers     | Receptor         | Long Beach City College                    |
| 20    | 520   | Jim Vatcher         | Philadelphia Phillies | Jardinero        | California State University, Northridge    |
| 20    | 522   | Dean Hartgraves     | Houston Astros        | Lanzador zurdo   | College of the Siskiyous                   |
| 20    | 524   | John Johnstone      | New York Mets         | Lanzador diestro | Bishop Ludden Junior/Senior High School    |
| 21    | 534   | Dennis Springer     | Los Angeles Dodgers   | Lanzador diestro | California State University, Fresno        |
| 21    | 539   | Mark Kiefer         | Milwaukee Brewers     | Lanzador diestro | Fullerton College                          |
| 21    | 547   | Mike Schwabe        | Detroit Tigers        | Lanzador diestro | Arizona State University                   |
| 22    | 555   | Dan Smith*          | Minnesota Twins       | Lanzador diestro | Apple Valley High School                   |
| 22    | 559   | Ray Giannelli*      | Baltimore Orioles     | Tercera base     | New York City College of Technology        |
| 22    | 567   | Kevin Bearse        | Cleveland Indians     | Lanzador zurdo   | Old Dominion University                    |
| 23    | 579   | Pat Listach*        | Seattle Mariners      | Parador en corto | McLennan Community College                 |
| 23    | 588   | Paul Faries         | San Diego Padres      | Parador en corto | Pepperdine University                      |
| 23    | 594   | Mark Dewey          | San Francisco Giants  | Lanzador diestro | Grand Valley State University              |
| 24    | 617   | Jeromy Burnitz§*    | Milwaukee Brewers     | Receptor         | Conroe High School                         |
| 24    | 621   | Erik Schullstrom*   | Toronto Blue Jays     | Lanzador diestro | Alameda High School                        |
| 25    | 643   | Chris Haney*        | Milwaukee Brewers     | Lanzador zurdo   | Orange County High School                  |
| 25    | 645   | Beau Allred         | Cleveland Indians     | Jardinero        | Lamar University                           |
| 25    | 656   | Jayhawk Owens*      | Boston Red Sox        | Cácher           | Glen Este High School                      |
| 26    | 658   | Bob Ayrault         | Pittsburgh Pirates    | Lanzador diestro | University of Nevada, Las Vegas            |
| 26    | 666   | Alan Newman*        | San Diego Padres      | Lanzador zurdo   | La Habra High School                       |
| 26    | 680   | Dan Wilson§*        | New York Mets         | Receptor         | Barrington High School                     |
| 26    | 682   | Stan Spencer*       | Boston Red Sox        | Lanzador diestro | Columbia River High School                 |
| 27    | 696   | Toby Borland        | Philadelphia Phillies | Lanzador diestro | Quitman High School                        |
| 28    | 711   | Bret Boone§*        | Minnesota Twins       | Parador en corto | El Dorado High School                      |
| 28    | 726   | Milt Hill           | Cincinnati Reds       | Lanzador diestro | Georgia Perimeter College                  |
| 29    | 742   | Zak Shinall         | Los Angeles Dodgers   | Lanzador diestro | El Camino College                          |
| 29    | 746   | Kevin Foster        | Montreal Expos        | Tercera base     | Evanston Township High School              |
| 30    | 777   | Steve Wapnick       | Toronto Blue Jays     | Lanzador diestro | California State University, Fresno        |
| 30    | 782   | Darryl Kile§        | Houston Astros        | Lanzador diestro | Chaffey College                            |
| 31    | 805   | Kevin Mmahat        | Texas Rangers         | Lanzador zurdo   | Tulane University                          |
| 32    | 821   | Jim Campbell        | Kansas City Royals    | Lanzador zurdo   | San Diego State University                 |
| 32    | 831   | Rob Nen§            | Texas Rangers         | Lanzador diestro | Los Alamitos High School                   |
| 33    | 841   | Fernando Ramsey     | Chicago Cubs          | Jardinero        | New Mexico State University                |
| 33    | 846   | Jorge Pedre         | Kansas City Royals    | Receptor         | Los Angeles Harbor College                 |
| 33    | 858   | Rusty Meacham       | Detroit Tigers        | Lanzador diestro | Indian River State College                 |
| 34    | 869   | Kirk Dressendorfer* | Baltimore Orioles     | Lanzador diestro | Pearland High School                       |
| 34    | 870   | Jim Poole*          | Los Angeles Dodgers   | Lanzador zurdo   | Georgia Institute of Technology            |
| 34    | 884   | Scott Erickson§*    | Houston Astros        | Lanzador diestro | San Jose City College                      |
| 35    | 902   | Jimmy Myers         | San Francisco Giants  | Lanzador diestro | Crowder High School                        |
| 35    | 905   | Ed Pierce*          | Texas Rangers         | Jardinero        | Glendora High School                       |
| 36    | 914   | Craig Paquette*     | Minnesota Twins       | Tercera base     | Rancho Alamitos High School                |
| 36    | 929   | Greg McCarthy       | Philadelphia Phillies | Lanzador zurdo   | Central High School                        |
| 37    | 938   | Jeff Cirillo§*      | Chicago Cubs          | Lanzador diestro | Providence High School                     |
| 37    | 952   | Andy Carter         | Philadelphia Phillies | Lanzador zurdo   | Springfield High School                    |
| 37    | 954   | Lance Dickson*      | Houston Astros        | Lanzador zurdo   | Grossmont High School                      |
| 38    | 958   | Todd Haney          | Seattle Mariners      | Segunda base     | University of Texas at Austin              |
| 38    | 961   | Tom Thobe           | Chicago Cubs          | Lanzador zurdo   | Edison High School                         |
| 38    | 978   | Anthony Young       | New York Mets         | Lanzador diestro | University of Houston                      |
| 41    | 1,034 | Tim Costo*          | Cincinnati Reds       | Parador en corto | Glenbard Township High School              |
| 42    | 1,041 | Gar Finnvold*       | Seattle Mariners      | Lanzador diestro | Palm Beach State College                   |
| 42    | 1,057 | James Mouton*       | New York Yankees      | Parador en corto | Luther Burbank High School                 |
| 43    | 1,064 | Mike James          | Los Angeles Dodgers   | Lanzador diestro | Lurleen B. Wallace Community College       |
| 45    | 1,097 | Doug Simons*        | Los Angeles Dodgers   | Lanzador zurdo   | Pepperdine University                      |
| 45    | 1,102 | Darren Lewis*       | Toronto Blue Jays     | Jardinero        | Chabot College                             |
| 45    | 1,103 | Glenn Sutko         | Cincinnati Reds       | Receptor         | Spartanburg Methodist College              |
| 46    | 1,109 | Jeff Darwin*        | Seattle Mariners      | Lanzador diestro | Bonham High School                         |
| 47    | 1,136 | Keith Osik*         | Texas Rangers         | Parador en corto | Shoreham-Wading River High School          |
| 48    | 1,152 | Brad Ausmus§        | New York Yankees      | Receptor         | Cheshire High School                       |
| 49    | 1,159 | Tim Laker*          | Kansas City Royals    | Receptor         | Simi Valley High School                    |
| 52    | 1,190 | James Hurst*        | Seattle Mariners      | Lanzador zurdo   | South Florida State College                |
| 53    | 1,199 | Paul Miller         | Pittsburgh Pirates    | Lanzador diestro | Carthage College                           |
| 57    | 1,223 | Orlando Palmeiro*   | Toronto Blue Jays     | Jardinero        | Miami Southridge High School               |
| 58    | 1,226 | Jeff Conine§*       | Kansas City Royals    | Tercera base     | University of California, Los Angeles      |
| 59    | 1,230 | Mark Small*         | Kansas City Royals    | Lanzador diestro | West Seattle High School                   |
| 65    | 1,247 | Bret Barberie*      | Kansas City Royals    | Cuadro interno   | Cerritos College                           |
| 66    | 1,249 | Erik Plantenberg*   | Kansas City Royals    | Lanzador diestro | Newport High School                        |
| 70    | 1,258 | Tom Marsh*          | Toronto Blue Jays     | Lanzador diestro | University of Toledo                       |

## Estadísticas posteriores
Los Kansas City Royals obtuvieron el mayor número de selecciones de transferencias con 74; seguidos por Los Azulejos de Toronto con 71, Cincinnati Reds y Los Mets de Nueva York con 61 cada uno. El número total de jugadores que rompió récord fue de 1,263; siendo este el mayor número de jugadores seleccionados en una transferencia. El récord anterior había sido de 1,162 durante las transferencias de 1967. Los Angels of Anaheim, tuvieron el menor número de transferencias de futuros jugadores de la MLB, con solo 4 de sus transferencias apareciendo en un juego de la MLB; mientras que Los Azulejos de Toronto y los Rangers de Texas transfirieron 13 futuros jugadores de la MLB, más que ningún otro equipo.
Con la primera selección de transferencias, Los Marineros seleccionaron a Ken Griffey, Jr., un jardinero de "Moeller High School". Con sus 22 años de carrera, Griffey, Jr. fue seleccionado para el décimo tercer "All-Star games", ganando siete bates de plata, y ayudando a Seattle a hacer su primera aparición en las eliminatorias como una franquicia en la temporada de 1995. Mark Merchant, fue transferido por "Los Piratas" por segunda vez a pesar de no haber jugado ningún juego en la MLB; dos años después de ser transferido, Pittsburgh lo negoció y transfirió a Seattle.  "Los Piratas" estuvieron en las eliminatorias por tres años consecutivos en las temporadas de 1990 a 1992 pero perdieron en la Liga Nacional de Campeones los tres años.